# Моше (Медводе)
Моше (словен. Moše) — поселення в общині Медводе, Осреднєсловенський регіон, Словенія. 
Висота над рівнем моря: 357 м.